# Mandemakers Stadion
Mandemakers Stadion – stadion piłkarski znajdujący się w mieście Waalwijk, w Holandii. Został oddany do użytku 15 września 1996. Od tego czasu swoje mecze na tym obiekcie rozgrywa występujący w Eredivisie zespół RKC Waalwijk. Jego pojemność wynosi 7508 miejsc.
Mandemakers Stadion zastąpił wysłużony Sportpark Olympia, na którym RKC Waalwijk rozgrywał swoje mecze w latach 1940–1996.